# 还东河
还东河，位于中华人民共和国青海省治多县西北羌塘高原地区的一条河流，发源于可可西里山脉岗扎日山东南侧，总体自西北向东南流，于西金乌兰湖西北入湖。河流全长71千米，总落差631米，河床平均比降8.9‰，流域面积520平方千米。流域属于羌塘高寒草原半干旱气候。上游近河源区为岩屑坡，无植被；上游下半段为高寒草甸、草原；下游沿岸为匍匐水柏枝河谷灌丛；河口发育有典型的扇形三角洲。